# Hoofdgebouw I (Utrecht)

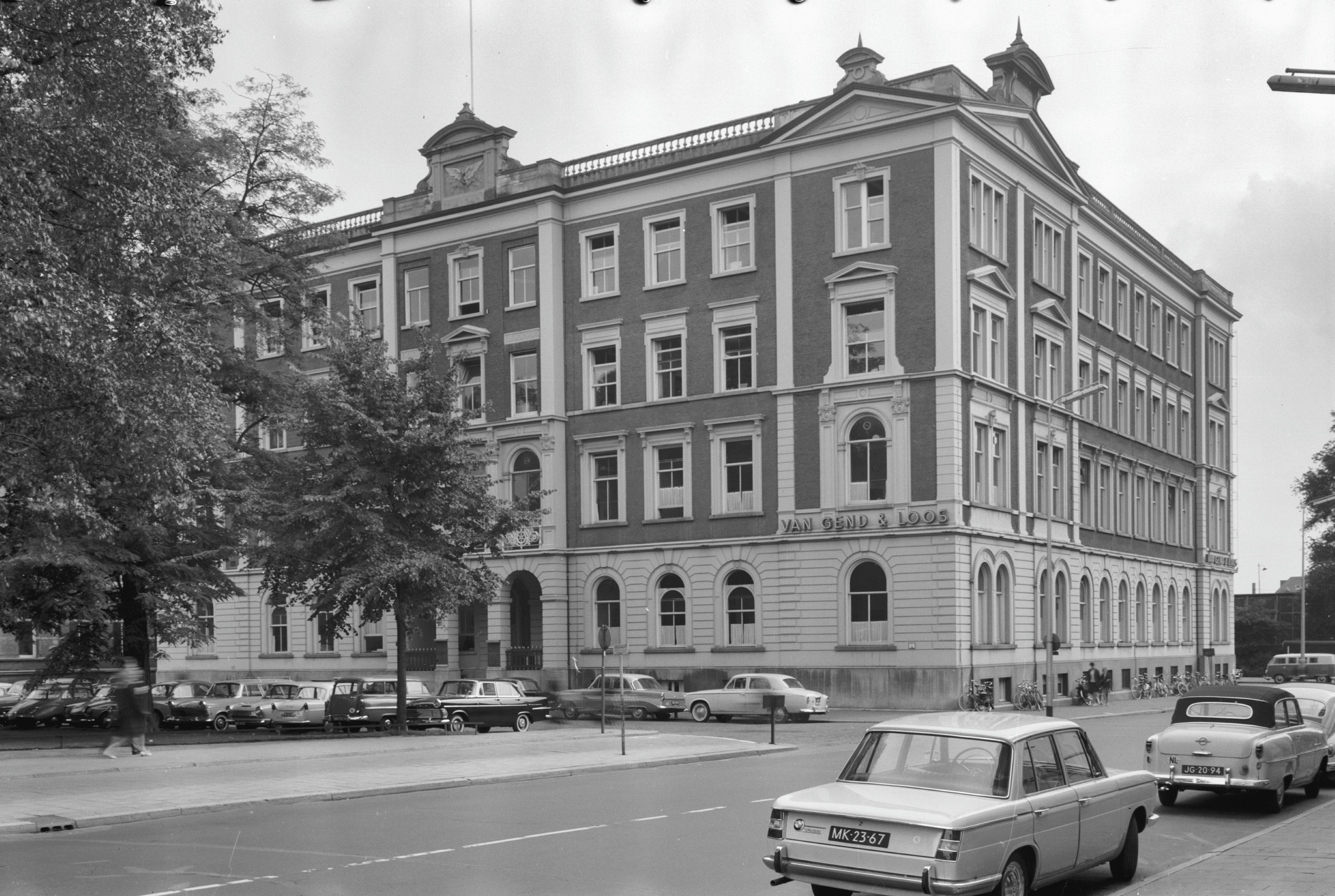
Hoofdgebouw I in 1963

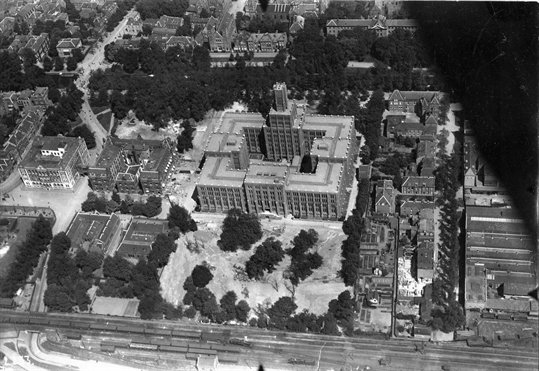
Luchtfoto uit omstreeks 1922 met de eerste drie hoofdgebouwen. In het midden van de foto staat HGB III. Links daarvan respectievelijk HGB II en I. Onderaan de foto zijn de spoorlijnen van Station Utrecht Centraal. te zien

Hoofdgebouw I (HGB I) is een rijksmonumentaal gebouw in de Nederlandse stad Utrecht. Het 19e-eeuwse kantoorgebouw is sinds de bouw in gebruik door spoorwegondernemingen.
Het is in 1871 gebouwd in opdracht van de Maatschappij tot Exploitatie van Staatsspoorwegen die een nieuw hoofdkwartier nodig had. De architect was N.J. Kamperdijk met een ontwerp in neoclassicistische / eclecticische stijl. Het interieur werd zeer sober uitgevoerd. De stadsarchitect C. Vermeijs voegde er enkele jaren later onder meer een verdieping aan toe wegens ruimtegebrek en wijzigde de gevels.
Naast dit pand bouwde men vervolgens in 1895 HGB II. Tussen beide gebouwen werd tevens een luchtbrug aangebracht, voorzien van beeldhouwwerken uit het Atelier Van den Bossche en Crevels. HGB III, tegenwoordig bekend als De Inktpot, werd in 1921 gebouwd. HGB IV verrees in 1990 in de directe omgeving van deze drie gebouwen. Vandaag de dag is HGB I gelegen tussen het Moreelsepark en Station Utrecht Centraal. Het is (onder meer) in gebruik door met het spoor verbonden organisaties, zoals DB Cargo.

## Fotogalerij

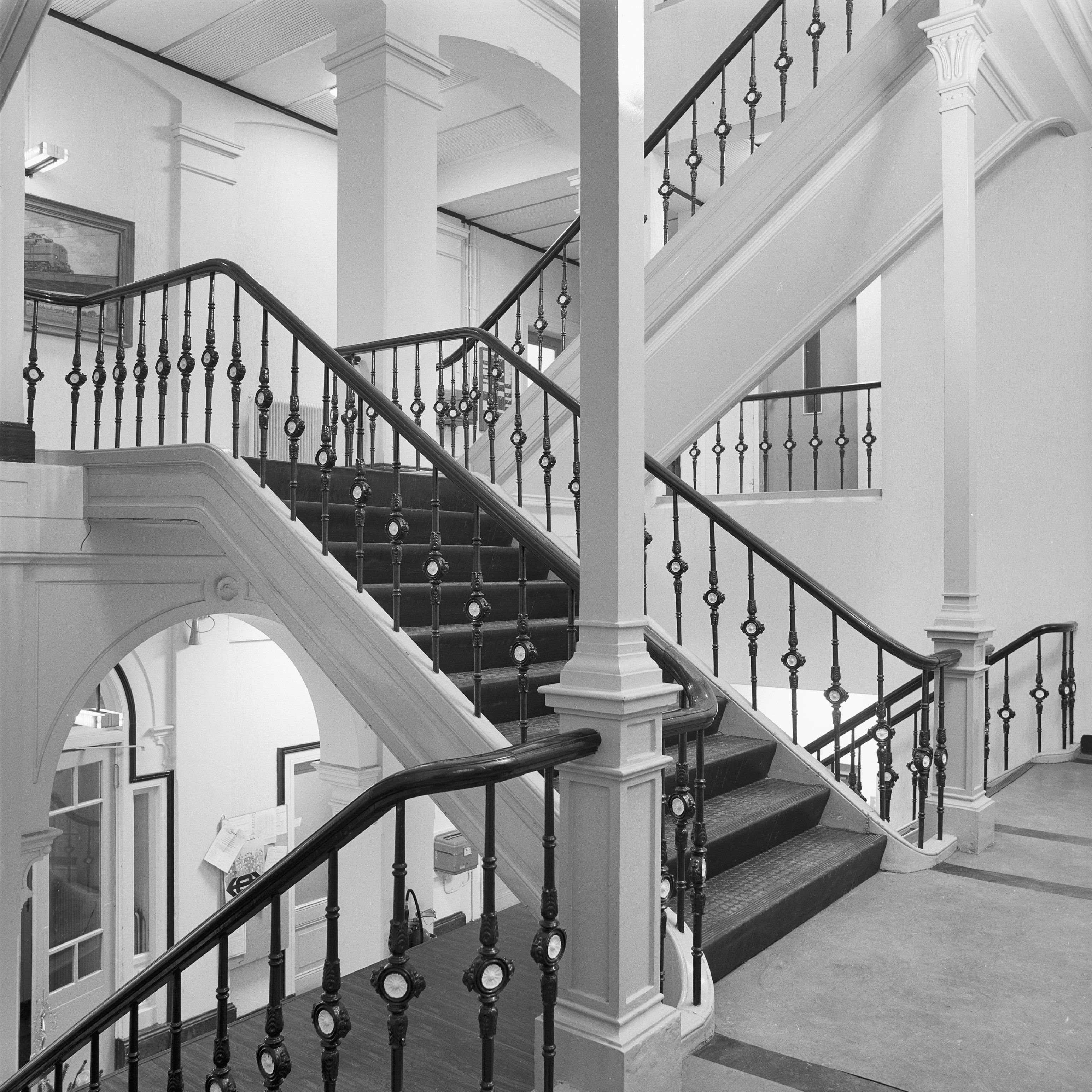
Trappenhuis.
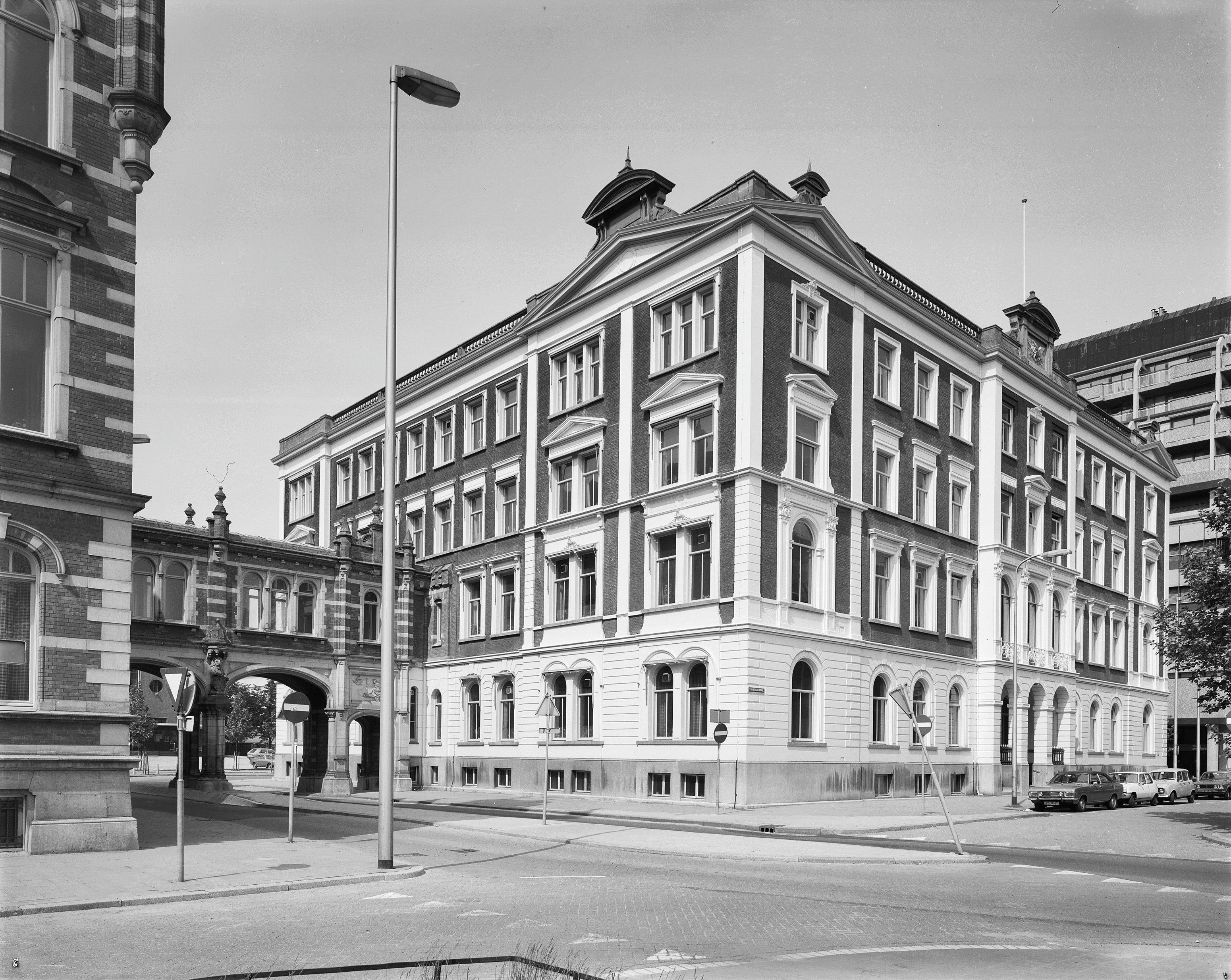
Zicht vanaf het Moreelsepark, met links HGB II.